# Teskeyostrea
Teskeyostrea is een geslacht van tweekleppigen uit de  familie van de Ostreidae.

## Soort
- Teskeyostrea weberi (Olsson, 1951)